# Franz Künstler (Soldat)

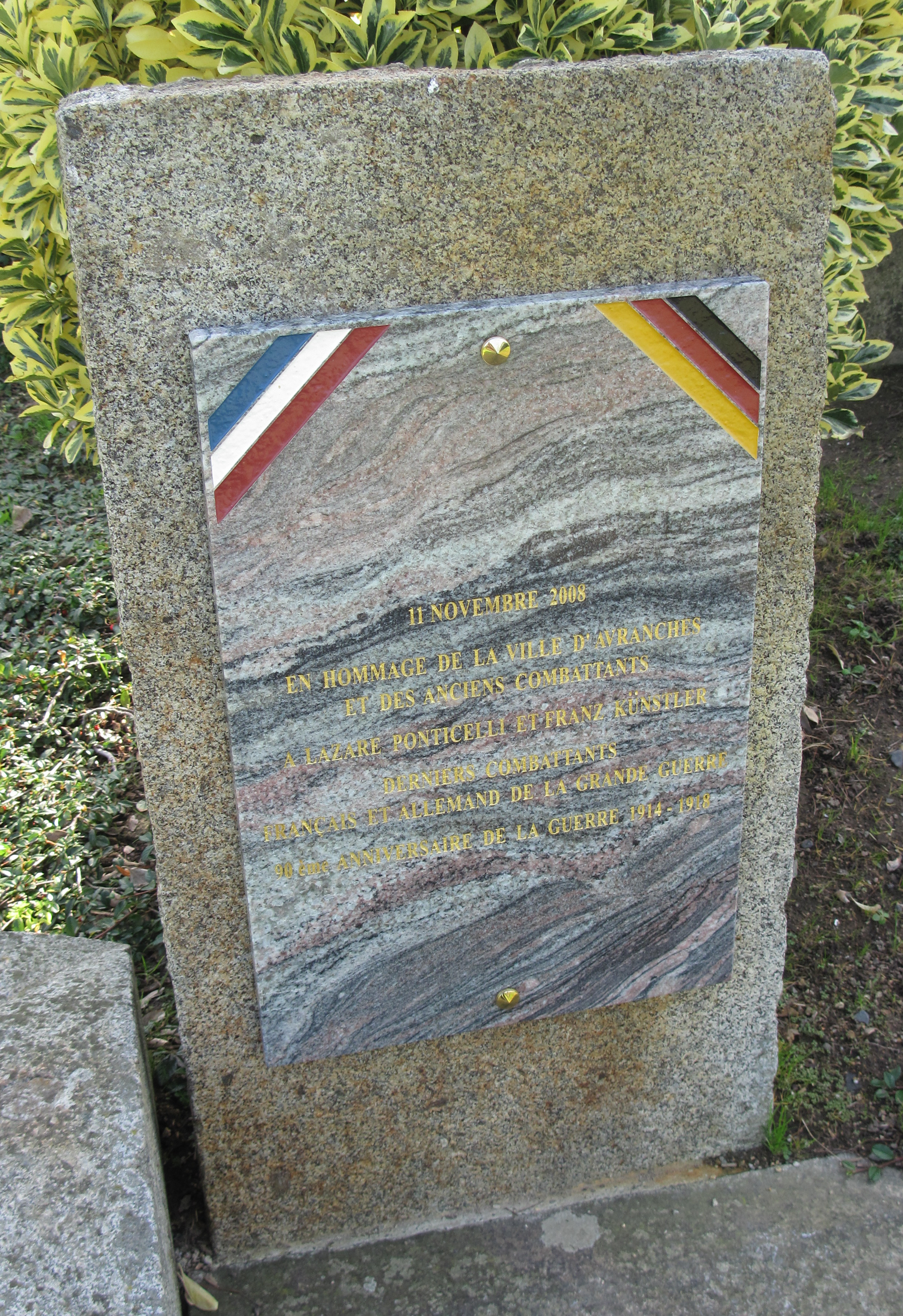
Gedenkplakette in Avranches, die Franz Künstler und Lazare Ponticelli gewidmet ist.

Franz Künstler (ungarisch Künstler Ferenc; * 24. Juli 1900 in Sósd, Königreich Ungarn, Österreich-Ungarn; † 27. Mai 2008 in Bad Mergentheim) war bei einem erreichten Alter von fast 108 Jahren der letzte überlebende Veteran der k.u.k. Armee, der im Ersten Weltkrieg gedient hatte, und der letzte Veteran der Mittelmächte.

## Leben und Wirken
Franz Künstler wurde als jüngstes von fünf Geschwistern im Banat, heute Rumänien, damals Österreich-Ungarn, geboren. Sein Vater Jakob Künstler war Banater Schwabe aus Wiseschdia; seine Mutter Anna Biehl stammte aus Nakodorf. Franz Künstler besuchte das Nikolaus-Lenau-Lyzeum in Temeswar und wollte ursprünglich Jura studieren. Jedoch wurde er am 6. Januar 1918 gemustert und einen Monat später in das 1. Reitende Artillerieregiment eingezogen, in dem er nach einer Ausbildung in Szeged bis Kriegsende als Kanonier an der Italienfront am Piave diente.
In der Zwischenkriegszeit lebte Künstler in Ungarn und betrieb als Kaufmann einen eigenen Laden in Budapest. Im Zweiten Weltkrieg war Künstler in der Ukraine als Motorradkurier an der Front im Einsatz. 1945 geriet er in Auseinandersetzungen mit den Pfeilkreuzlern. Wegen angeblicher Parteischädigung wurde er im Oktober 1945 von den Kommunisten verhaftet und in einer Kaserne interniert. 1946 wurde Künstler als Angehöriger der deutschen Minderheit aus Ungarn vertrieben und kam ins Flüchtlingslager Backnang.
Künstler erhielt 1946 die deutsche Staatsangehörigkeit und lebte in Niederstetten. Noch im hohen Alter war er dort als Museumsführer im Jagdmuseum auf Schloss Haltenbergstetten tätig, in dessen Nachbarschaft er wohnte. Künstler starb an den Folgen einer Darm-Operation sowie eines Oberschenkelbruchs im Bad Mergentheimer Caritas-Krankenhaus. Er wurde am 4. Juni 2008 in Niederstetten begraben.

## Auszeichnungen
- Staufermedaille des Ministerpräsidenten des Landes Baden-Württemberg